# Uvaricina
L'uvaricina è una sostanza organica naturale appartenente alla classe delle acetogenine, isolata da piante appartenenti alla famiglia delle annonaceae.